# 36. ceremonia wręczenia nagród David di Donatello
36. ceremonia wręczenia włoskich nagród filmowych David di Donatello odbyła się 2 czerwca 1991 roku w Teatro 5 w Cinecittà w Rzymie.

## Laureaci i nominowani
Laureaci nagród wyróżnieni są wytłuszczeniem.

### Najlepszy film
- Śródziemnomorska sielanka (Mediterraneo), reż. Gabriele Salvatores
- Pod wieczór (Verso sera), reż. Francesca Archibugi
- Stacja (La stazione), reż. Sergio Rubini
- Dom uśmiechów (La casa del sorriso), reż. Marco Ferreri
- Nosiciel teczki (Il portaborse), reż. Daniele Luchetti

### Najlepszy reżyser
- Marco Risi – Ragazzi fuori
- Ricky Tognazzi – Ultrà
- Gabriele Salvatores – Śródziemnomorska sielanka (Mediterraneo)
- Daniele Luchetti – Nosiciel teczki (Il portaborse)
- Francesca Archibugi – Pod wieczór (Verso sera)

### Najlepszy debiutujący reżyser
- Alessandro D'Alatri – Americano rosso
- Sergio Rubini – Stacja (La stazione)
- Antonio Monda – Dicembre
- Christian De Sica – Faccione
- Michele Placido – Pummarò

### Najlepszy scenariusz
- Sandro Petraglia, Stefano Rulli i Daniele Luchetti – Nosiciel teczki (Il portaborse)
- Maurizio Nichetti i Guido Manuli – Volere volare
- Liliane Betti, Marco Ferreri i Antonino Marino – Dom uśmiechów (La casa del sorriso)
- Enzo Monteleone – Śródziemnomorska sielanka (Mediterraneo)
- Filippo Ascione, Umberto Marino i Sergio Rubini – Stacja (La stazione)

### Najlepszy producent
- Claudio Bonivento – Ragazzi fuori

### Najlepsza aktorka
- Margherita Buy – Stacja (La stazione)
- Nancy Brilli – Włochy - Niemcy 4:3 (Italia-Germania 4-3)
- Margherita Buy – La settimana della Sfinge
- Ingrid Thulin – Dom uśmiechów (La casa del sorriso)
- Angela Finocchiaro – Volere volare

### Najlepszy aktor
- Nanni Moretti – Nosiciel teczki (Il portaborse)
- Diego Abatantuono – Śródziemnomorska sielanka (Mediterraneo)
- Claudio Amendola – Ultrà
- Silvio Orlando – Nosiciel teczki (Il portaborse)
- Sergio Rubini – Stacja (La stazione)

### Najlepsza aktorka drugoplanowa
- Zoe Incrocci – Pod wieczór (Verso sera)
- Vanna Barba – Śródziemnomorska sielanka (Mediterraneo)
- Milena Vukotic – Fantozzi alla riscossa
- Mariella Valentini – Volere volare
- Anne Roussel – Nosiciel teczki (Il portaborse)
- Alida Valli – Miłość bez słów (La bocca)

### Najlepszy aktor drugoplanowy
- Ciccio Ingrassia – Condominio
- Enzo Cannavale – Dom uśmiechów (La casa del sorriso)
- Giuseppe Cederna – Śródziemnomorska sielanka (Mediterraneo)
- Sergio Castellitto – Wieczór u Alicji (Stasera a casa di Alice)
- Ricky Memphis – Ultrà

### Najlepszy aktor zagraniczny
- Jeremy Irons – Druga prawda (Reversal of Fortune)
- Robert De Niro – Chłopcy z ferajny (Goodfellas)

### Najlepsza aktorka zagraniczna
- Anne Parillaud – Nikita
- Glenn Close – Hamlet

### Najlepsze zdjęcia
- Luciano Tovoli – Kapitan Fracasse (Il viaggio di Capitan Fracassa)

### Najlepsza muzyka
- Ennio Morricone – Wszyscy mają się dobrze (Stanno tutti bene)

### Najlepsza scenografia
- Paolo Biagetti i Luciano Ricceri – Kapitan Fracasse (Il viaggio di Capitan Fracassa)
- Paola Comencini – I divertimenti della vita privata
- Lucia Mirisola – In nome del popolo sovrano
- Gianni Sbarra – Słońce także nocą
- Andrea Crisanti – Wszyscy mają się dobrze  (Stanno tutti bene)                              -

### Najlepsze kostiumy
- Lucia Mirisola – In nome del popolo sovrano

### Najlepszy montaż
- Nino Baragli – Śródziemnomorska sielanka (Mediterraneo)

### Najlepszy dźwięk
- Tiziano Crotti – Śródziemnomorska sielanka (Mediterraneo)
- Remo Ugolinelli – Ultrà

### Najlepszy film zagraniczny
- Cyrano de Bergerac, reż. Jean-Paul Rappeneau
- Hamlet, reż. Franco Zeffirelli
- Chłopcy z ferajny (Goodfellas), reż. Martin Scorsese

### Nagroda David Luchino Visconti
- Marcel Carné

### Nagroda specjalna
- Vittorio Gassman

### David za całokształt kariery
- Mario Cecchi Gori
- Mario Nascimbene
- Alida Valli